# Dúbravka (Michalovce)
Dúbravka (ungarisch Dobróka – bis 1907 Dubróka) ist eine Gemeinde im Osten der Slowakei mit 663 Einwohnern (Stand 31. Dezember 2024), die zum Okres Michalovce, einem Teil des Košický kraj, gehört und in der traditionellen Landschaft Zemplín liegt.

## Geographie
Die Gemeinde befindet sich in der Ostslowakischen Ebene im Ostslowakischen Tiefland, auf einem alten Aggradationsdeich des Laborec. Das Ortszentrum liegt auf einer Höhe von 109 m n.m. und ist 16 Kilometer von Michalovce entfernt.
Nachbargemeinden sind Hatalov im Norden, Budkovce im Osten, Slavkovce im Süden, Markovce und Kačanov im Südwesten, Falkušovce im Westen und Bracovce im Nordwesten.

## Geschichte
Auf dem Gemeindegebiet gab es eine Grabstätte der bronzezeitlichen Piliny-Kultur sowie Siedlungen aus den Hallstatt-, Latène- und Römerzeiten.
Dúbravka wurde zum ersten Mal 1345 (nach älteren Quellen erst 1409) als Dobroka schriftlich erwähnt, weitere historische Bezeichnungen sind unter anderen Dobroka (1560) und Dubrawka (1786). Der Ort trägt den Namen eines Eichenhains (slowakisch dúbrava), der spätestens bis zum 14. Jahrhundert vollständig gerodet wurde. Das Dorf war Besitz der Familie Buttkay, ab 1774 Szirmay und im 19. Jahrhundert der Familie Lobkovitz. 
1715 gab es 19 verlassene und sieben bewohnte Haushalte. 1787 hatte die Ortschaft 57 Häuser und 404 Einwohner, 1828 zählte man 96 Häuser und 704 Einwohner, die als Landwirte tätig waren. Die Einwohner nahmen am Ostslowakischen Bauernaufstand von 1831 teil. Von 1880 bis 1900 wanderten viele Einwohner aus.
Bis 1918/1919 gehörte der im Komitat Semplin liegende Ort zum Königreich Ungarn und kam danach zur Tschechoslowakei beziehungsweise heute Slowakei. In der Zeit der ersten tschechoslowakischen Republik waren die Einwohner als Landwirte und Weber beschäftigt. Nach dem Zweiten Weltkrieg wurde die örtliche Einheitliche landwirtschaftliche Genossenschaft (Abk. JRD) im Jahr 1958 gegründet, ein Teil der Einwohner pendelte zur Arbeit nach Vojany, Michalovce, Košice und Budkovce.

## Bevölkerung
| Jahr                | 1994 | 2004    | 2014    | 2024    |
| ------------------- | ---- | ------- | ------- | ------- |
| Anzahl der Personen | 703  | 661     | 693     | 663     |
| Unterschied         |      | −5,97 % | +4,84 % | −4,32 % |

| Jahr                | 2023 | 2024    |
| ------------------- | ---- | ------- |
| Anzahl der Personen | 659  | 663     |
| Unterschied         |      | +0,60 % |

Nach der Volkszählung 2011 wohnten in Dúbravka 683 Einwohner, davon 669 Slowaken sowie jeweils drei Magyaren und Russinen. Acht Einwohner machten keine Angabe zur Ethnie.
370 Einwohner bekannten sich zur römisch-katholischen Kirche, 218 Einwohner zur griechisch-katholischen Kirche, 38 Einwohner zur orthodoxen Kirche, jeweils neun Einwohner zur Evangelischen Kirche A. B. und zur reformierten Kirche und ein Einwohner zur Bahai-Religion. Zwei Einwohner bekannten sich zu einer anderen Konfession, 19 Einwohner waren konfessionslos und bei 17 Einwohnern wurde die Konfession nicht ermittelt.

## Bauwerke und Denkmäler
- griechisch-katholische Kirche Geburt der allheiligen Gottesmutter im neoklassizistischen Stil aus dem Jahr 1939[6]
- orthodoxe Peter-und-Paul-Kirche
- römisch-katholische Corpus-Christi-Kirche

## Verkehr
Durch Dúbravka führt die Cesta III. triedy 3765 („Straße 3. Ordnung“) von Bánovce nad Ondavou nach Budkovce, die sich östlich des Ortskerns mit der Cesta III. triedy 3739 von Veľké Raškovce nach Močarany (Stadtteil von Michalovce) kreuzt. Im Ort beginnt die Cesta III. triedy 3764 Richtung Falkušovce. Der Ort hat eine Haltestelle an der Bahnstrecke Veľké Kapušany–Bánovce nad Ondavou.